# Limnophora laeta
Limnophora laeta är en tvåvingeart som beskrevs av Stein 1911. Limnophora laeta ingår i släktet Limnophora och familjen husflugor. Inga underarter finns listade i Catalogue of Life.